# Argiope trifasciata
Argiope trifasciata är en spindelart som först beskrevs av Peter Forsskål 1775.  Argiope trifasciata ingår i släktet Argiope och familjen hjulspindlar.

## Underarter
Arten delas in i följande underarter:
- A. t. deserticola
- A. t. kauaiensis

## Bildgalleri

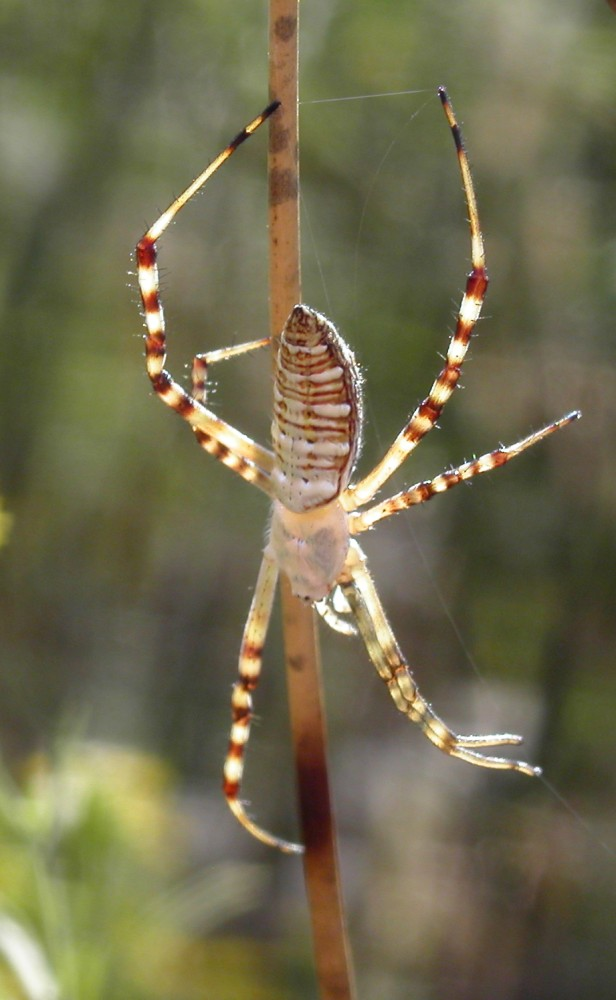
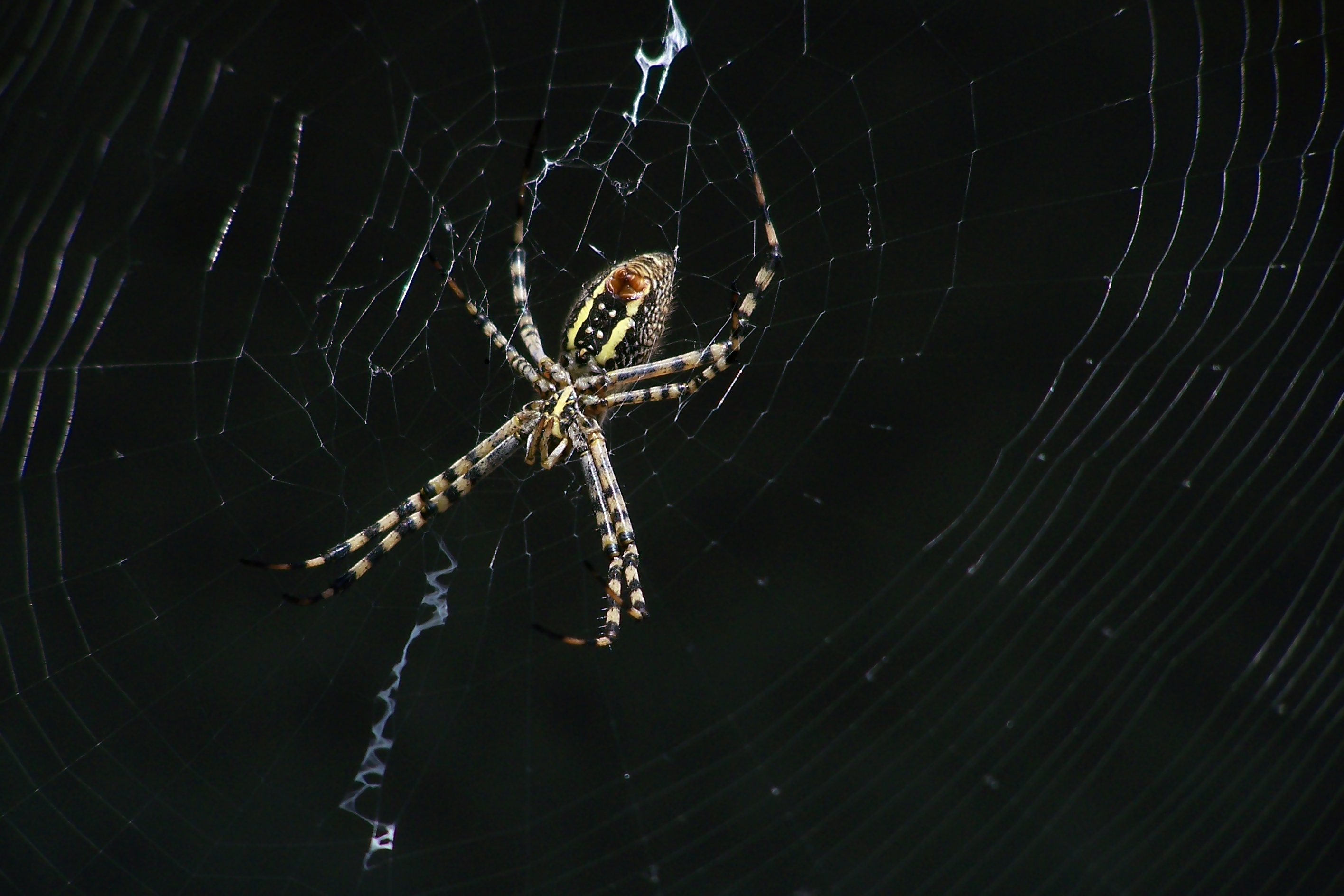
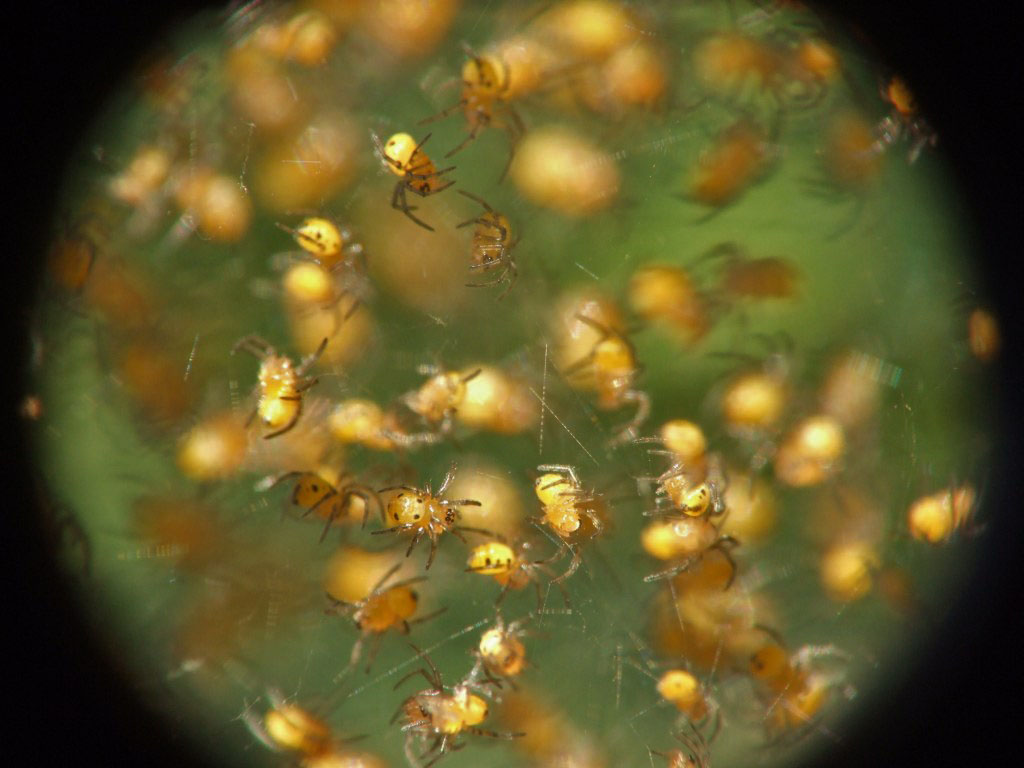
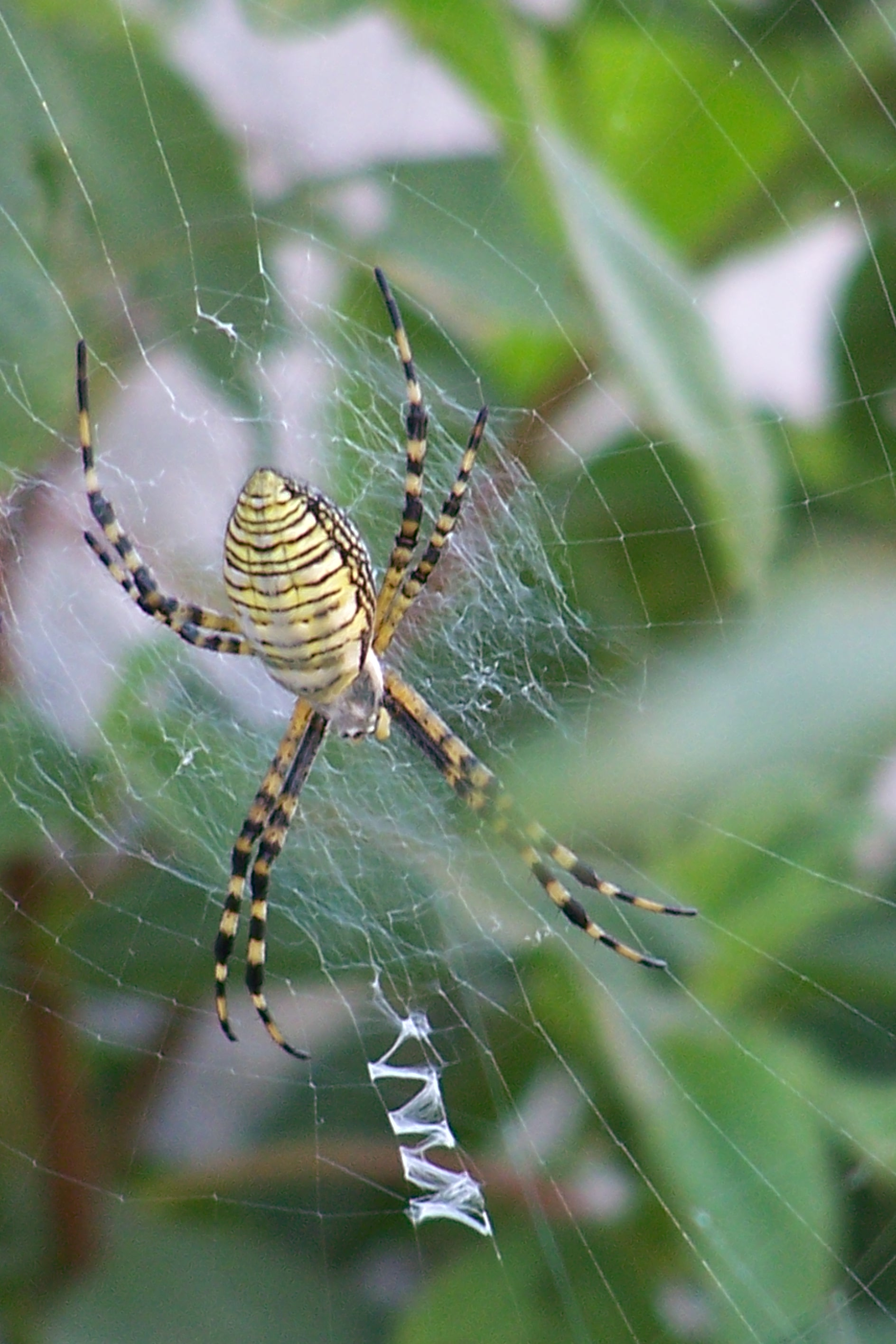
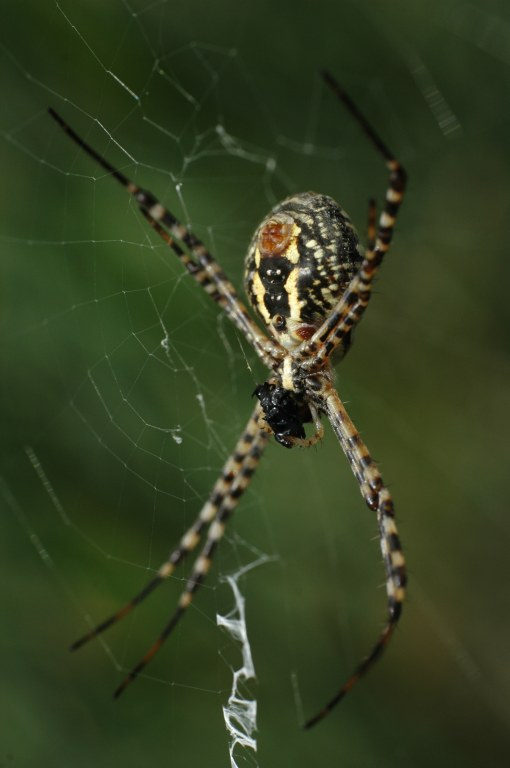
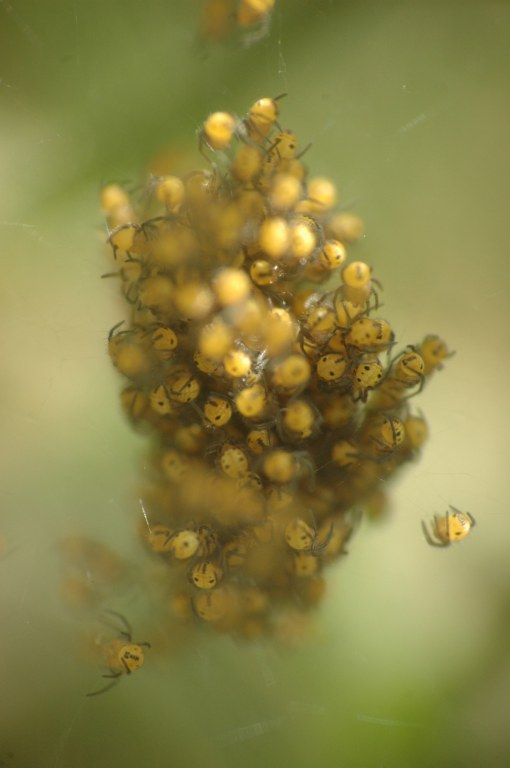